# Júnior Brumado
José Francisco dos Santos Júnior (født 15. maj 1999), kendt som Júnior Brumado, er en brasiliansk fodboldspiller som spiller for FC Midtjylland i superligaen som angriber.

## Karriere
Den 30. januar 2019 meddelte Bahia, at de havde solgt Brumado til den danske Superliga-klub FC Midtjylland for omkring 16 millioner danske kroner og havde desuden sikret sig en videresalgsklausul på 15 procent.[kilde mangler] Som en del af en aftale, der sendte Silkeborg IF-spiller, Ronnie Schwartz, til FC Midtjylland, blev Brumado sendt til Silkeborg for at erstatte Schwartz på en lejeaftale for resten af sæsonen.[kilde mangler]

## Karrierestatistik
Oversigten er opdateret til og med 26. april 2018
| Klub           | Sæson          | Liga           | Liga | Liga | Statsligaen | Statsligaen | Kop  | Kop | Kontinental | Kontinental | Andet | Andet | I alt | I alt |
| Klub           | Sæson          | Division       | Apps | Mål  | Apps        | Mål         | Apps | Mål | Apps        | Mål         | Apps  | Mål   | Apps  | Mål   |
| -------------- | -------------- | -------------- | ---- | ---- | ----------- | ----------- | ---- | --- | ----------- | ----------- | ----- | ----- | ----- | ----- |
| Bahia          | 2017           | Série A        | 3    | 0    | —           | —           | —    | —   | —           | —           | —     | —     | 3     | 0     |
| Bahia          | 2018           | Série A        | 14   | 1    | 7           | 3           | —    | —   | 1           | 0           | 2     | 0     | 22    | 4     |
| Bahia          | Subtotal       | Subtotal       | 17   | 1    | 7           | 3           | —    | —   | 1           | 0           | 2     | 0     | 25    | 4     |
| Karriere i alt | Karriere i alt | Karriere i alt | 17   | 1    | 7           | 3           | 0    | 0   | 1           | 0           | 2     | 0     | 25    | 4     |

1. ↑  Alle optrædener i Copa Sudamericana
2. ↑  Alle optrædener i Copa do Nordeste